# Georges-Ernest Coquart
Pour les articles homonymes, voir Coquart.
Ernest-Georges Coquart, appelé aussi Georges-Ernest Coquart, est un architecte français né à Paris le 9 juin 1831 et décédé à Montrouge le 8 avril 1902.

## Biographie
Fils de François-Henri Coquart, architecte à Paris, il entre à l'École des beaux-arts en 1847 et fréquente l'atelier d'Hippolyte Lebas. Cinq fois logistes, il est second grand prix en 1853 puis premier grand prix de Rome en 1858 pour un projet d'hôtel impérial des invalides de la marine. Il est pensionnaire à l'Académie de France à Rome entre 1859 et 1863, mais sa santé faible l'empêche d'effectuer beaucoup d'envois. Ils concernent le temple de Vénus et de Rome. Il effectue quand même une mission archéologique sur l'Île de Samothrace en 1866. Il est ensuite
De retour en France, il est nommé premier inspecteur aux travaux de la Cour de cassation jusqu'en 1871 puis en devient l'architecte officiel. Il succède en 1870 à Félix Duban à la fonction d'architecte de l'école des beaux-arts en 1870. À ce titre, il réalise il achève les travaux de la Cour vitrée puis installe le musée de la Renaissance dans la chapelle et le corridor attenant (1874-1878). En 1875, il est désigné architecte diocésain de Laval.
Enseignant, il dirige d'abord un atelier libre d’architecture à l’École des Beaux-Arts à partir de 1867, il est ensuite nommé professeur d’architecture (1883). Dans son travail d'architecte, on lui reproche sa lenteur et il est ainsi révoqué de ses fonctions à la Cour de cassation et à l'école des beaux-arts. Il termine sa carrière en tant que secrétaire du conseil général des Bâtiments civils.

## Principales réalisations
- 1869 : monument à Louis Crespel-Dellisse à Arras Pas-de-Calais), en collaboration avec le sculpteur Léon Cugnot[4].
- 1872-1873 : cour vitrée de l'École nationale supérieure des beaux-arts  à Paris[5]
- 1875 : monument commémoratif de la bataille de Coulmiers (Loiret).
- 1879-1881 : chapelle du grand séminaire de Laval (Mayenne) (détruite)[6].
- 1879-1897 : grande chambre de la Cour de cassation à Paris[7].
- 1890 : lycée d'Épinal (Vosges), en collaboration avec Edmond Delaire.

### Dessins d'architecture
- Chapelle sépulcrale, graphite, plume, encre dorée, encre de Chine et aquarelle, H. 45.9 ; L. 35.4 cm[8]. Paris, Beaux-Arts[9]. Concours d'émulation du 6 février 1855.
- Plafond de salle d'opéra, graphite, plume, encre noire, encre dorée et aquarelle, H. 33.4 ; L. 22.3 cm[10]. Paris, Beaux-Arts[11]. Concours d'émulation de l'ENSBA de 1855.